# Warren Cooper

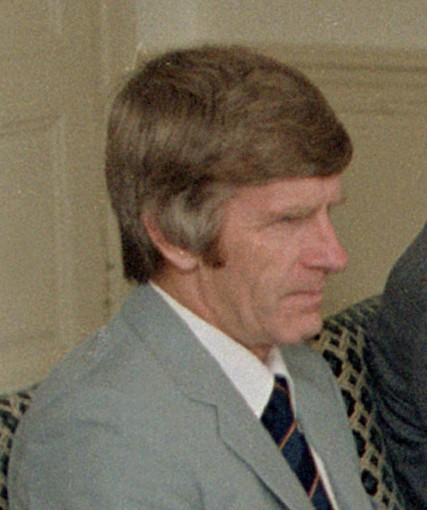
Warren Cooper (1983)

Warren Ernest Cooper, QSO (* 21. Februar 1933 in Dunedin) ist ein neuseeländischer Politiker.

## Biografie
Nach der Schulausbildung war er als Einzelhändler und später als Manager eines Motels tätig. Seine politische Laufbahn begann er als Mitglied der New Zealand National Party (NP) in der Kommunalpolitik und war zuerst von 1968 bis 1975 Bürgermeister (Mayor) von Queenstown.
1975 wurde er als Kandidat der NP mit der erstmaligen Wahl zum Mitglied des Repräsentantenhauses (New Zealand House of Representatives), in dem er zunächst den Wahlkreis Otago Central und dann von 1978 bis 1996 den Wahlkreis Otago vertrat.
Cooper war zunächst zwischen 1978 und 1981 Tourismusminister (Minister of Tourism) in der Regierung von Premierminister Robert Muldoon und wurde am 11. Dezember 1981 von Muldoon bei einer Regierungsumbildung zum Außenminister Neuseelands ernannt und hatte dieses Amt bis zum Ende von Muldoons Amtszeit am 26. Juli 1984 inne.
Nach dem erneuten Wahlsieg der New Zealand National Party berief ihn Premierminister Jim Bolger im November 1990 zum Verteidigungsminister in sein Kabinett. Nach einer Regierungsumbildung übernahm er 1993 zusätzlich das Amt des Innenministers (Internal Affairs Minister). 1996 schied er aus der Regierung aus. Zuletzt war er von 1995 bis 2001 erneut Bürgermeister von Queenstown.
Für seine Verdienste wurde er als Companion des Queen’s Service Order ausgezeichnet.